# Kazimierz Podrez
Kazimierz Podrez pseud. "Krukowski" herbu Ogończyk (ur. 1892 w Leplu (woj. witebskie), zm. 25 grudnia 1952 w Workucie) – funkcjonariusz Policji Państwowej, zesłaniec.
Urodził się w 1892 w rodzinie Teodora  i Anastazji. Dzieci: Edward Podrez i Zbigniew Podrez-Kisielewski.
W okresie międzywojennym był przodownikiem Policji Państwowej. W czasie drugiej wojny światowej pracował w Delegaturze Rządu jako archiwista podziemnej policji. 23 października 1944 został aresztowany przez NKWD i osadzony w więzieniu w Kownie . 16 maja 1945 został skazany  przez trybunał wojskowy w Wilnie na 10 lat ciężkiego obozu. 27 czerwca tego roku został wysłany do Workutłagu, w 1949 przeniesiony do Rieczłagu, a w 1950 do Minłagu . 25 grudnia 1952  zginął w Workucie w czasie buntu.